# Wandelmühle

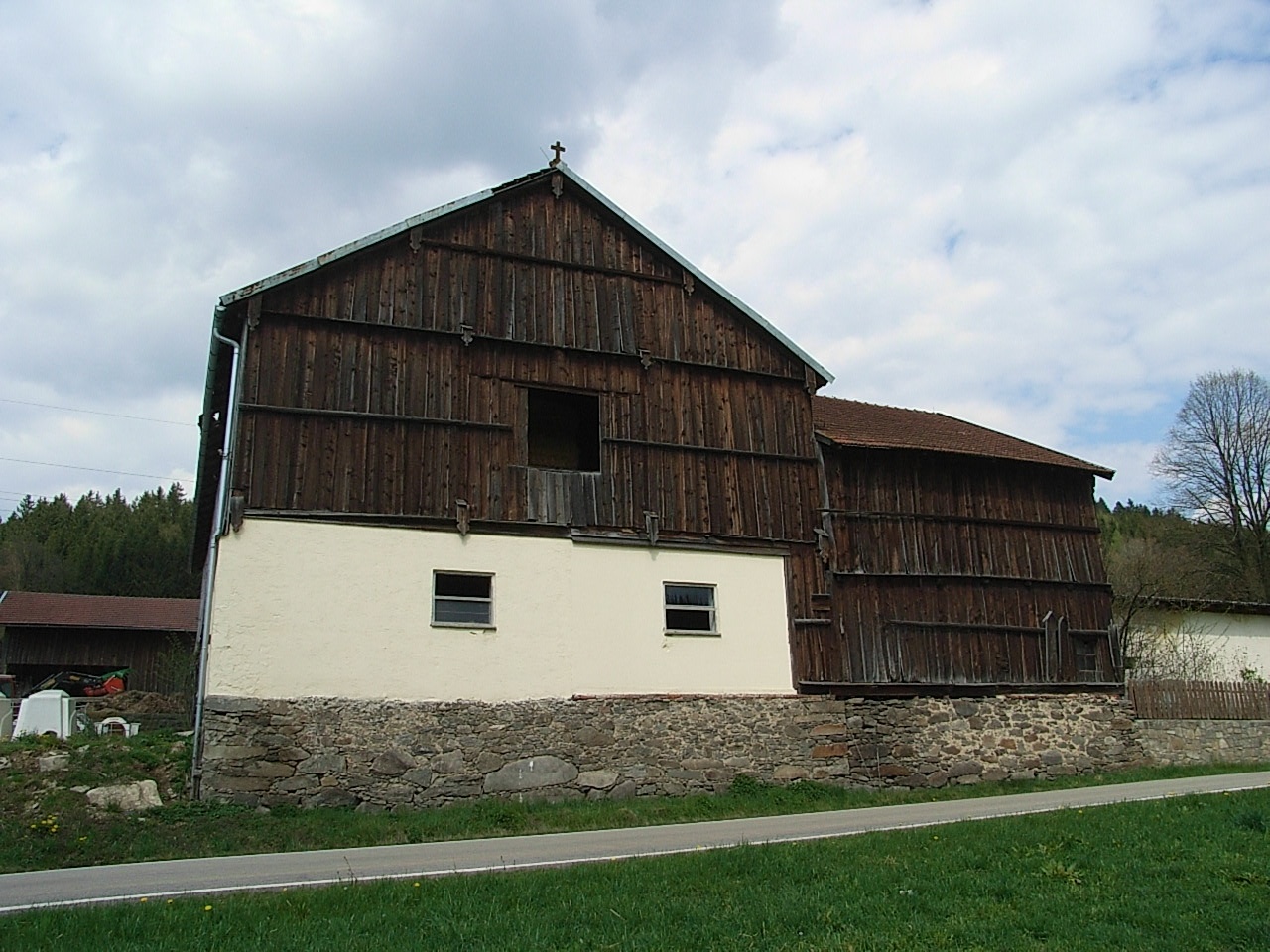
Bauernhof in Wandelmühle

Die Wandelmühle (oder Wandlmühle) ist ein historisches Mühlenanwesen im oberen Bayerischen Wald. Sie entstand als Bauernhof am linken Ufer des namensgebenden Wandelbaches, bei dem eine Mühle errichtet wurde. Das Anwesen besteht aus einem Haupthaus, einem Nebengebäude, einer Scheune und zwei Garagen. Historische Mühlenanlagen wie ein Mühlrad oder Ähnliches existieren nicht mehr. Die Einöde ist Gemeindeteil der Gemeinde Zachenberg im Landkreis Regen. In ihm leben fünf Einwohner.

## Geschichte
Von der Wandelmühle ist bekannt, dass am 28. Februar 1776 der Müller Wolfgang Steinbauer die Erbrechtsmühle nebst Haus und Baumannsfahrnis erwarb. Bei seinem Tod im Jahr 1790 hinterließ der Witwer das Anwesen samt lebendem und totem Inventar sowie einer Summe von 800 Gulden seiner Base Katharina Schürzinger, einer ledigen Söldnerstochter aus Prünst.
1809 ist ein Lorenz Geiß auf der Wandelmühle nachgewiesen, der sie von seinen Eltern Joseph und Maria Geiß für 2700 Gulden in diesem Jahr übernommen hatte. 1823 saß Joseph Geiß auf dem Wandlhof und ein Joseph Bauer auf der Wandelmühle. 1843 war Sebastian Obermeier Besitzer der Wandlmühle, die er am 4. April 1829 vom Müller Thadäus Krauß für 1850 Gulden erworben hatte. 1903 wurde der Besitzer der Wandelmühle Peter Plötz sen. und Peter Plötz jun. bewirtschaftet die Wandelmühle seit dem 5. Oktober 1937.
Seit 1877 führt die Bayerische Waldbahn direkt an der Wandelmühle vorbei.
Am 8. Mai 1882 wurde das Anwesen bei einem Unwetter schwer beschädigt. Von Osten her war über den Regen und die March ein Gewitter heraufgezogen. Über dem Wandelbachtal kam es zu einem Hagelschauer, verbunden mit einem schweren Wolkenbruch. Der Wandelbach schwoll zu einem reißenden Gewässer an. Das Wasser nahm die in der unterhalb der Wandelmühle gelegenen Reisachmühle aufgestapelten Blöcher mit. Bei der Wandelmühle prallten sie mit Wucht an die äußere Hausmauer und drückten sie schließlich ein. Das Wasser drang in der Wohnstube bis fast an die Zimmerdecke ein, in der Stube lagen die Hagelkörner tischhoch. Als nach einiger Zeit das Wasser wieder zurückging, lagen auf den Bachwiesen neben dem Fluss so viele Fische, dass die Bewohner der benachbarten Ortschaften Lämmersdorf und Giggenried sie körbeweise nach Hause tragen konnten.